# Zeche Borbachtal
Die Zeche Borbachtal war ein Steinkohlenbergwerk im Tal des Borbachs südlich von Annen. Das Bergwerk war eine Kleinzeche, Besitzer dieser Kleinzeche war die Firma Heinrich Buddenhorn-Sohn. Die Zeche Borbachtal war das Nachfolgebergwerk der in den Jahren 1913 bis 1930 im Borbachtal betriebenen Zeche mit gleichem Namen, welche ab 1931 mit dem Namen Zeche Bergmann weiter betrieben wurde.

## Geschichte

### Zusammensetzung des Bergwerks
Angelegt wurde die Zeche Borbachtal als firmeneigenes Bergwerk der Firma Heinrich Buddenhorn-Sohn im Jahre 1945. Eigentlich handelte es sich um mehrere mehr oder weniger separate Bergwerke, die keine Verbindung untereinander hatten, da sie zum Teil weiter auseinander lagen. Zunächst einmal gab es die eigentliche Grube „Borbachtal“ an der Straße „Große Borbach“. Hinzu kamen eine Stollenanlage im Siepen in Stockum, ein Stollen am Wartenberg unweit des sogenannten „Kohlesiepen“ gelegen und ein Stollen an der Langestraße. Dazu kam später noch eine Kleinzeche im Grubenfeld der ehemaligen Zeche Ringeltaube in Düren, die später als „Ringeltaube II“ firmierte. Die einzelnen Betriebsteile befanden sich in unterschiedlichen Grubenfeldern. Die eigentliche Zeche Borbachtal baute im Feld der stillgelegten Zeche Bergmann ab. Die anderen Betriebsteile befanden sich in angepachteten Feldesteilen der Bochumer Bergbau AG und der Harpener Bergbau-AG und bauten dort ab.

### Der Betrieb
Der Bergwerksbetrieb begann im Oktober des Jahres 1945 mit der Aufnahme des Stollenbaus in Witten. Zunächst wurden alle Grubenbaue aufgewältigt. Von dieser Maßnahme ausgeschlossen waren die Grubenbaue der Tiefbauanlage. Am 1. März des Jahres 1946 begann die knappschaftliche Versicherung des Bergwerks. Zunächst waren die Stollenanlagen Zeche Borbachtal und der Stollen in Witten in Betrieb. Im Jahr 1952 wurden der Stollen in Stockum und die eigentliche Anlage Borbachtal stillgelegt. Im selben Jahr gingen die Stollen am Wartenberg und an der Langestraße in Betrieb. Gegen Ende des Jahres 1954 nahm die Firma Heinrich Buddenhorn-Sohn die Kleinzeche Ringeltaube 2 in Witten-Düren in Betrieb. Das Bergwerk war trotz der Angliederung weiterhin eigenständig in Betrieb. Im Jahr 1956 wurde der Stollen in Stockum stillgelegt. Am 14. Mai des Jahres 1962 wurde die Zeche Borbachtal stillgelegt, die Berechtsame wurde der Zeche Gute Hoffnung V zugeschlagen. Der Betriebsteil Ringeltaube II blieb noch bis Anfang der 1970er Jahre eigenständig in Betrieb.

## Förderung und Belegschaft
Die ersten Förder- und Belegschaftszahlen des Bergwerks stammen aus dem Jahr 1948, in diesem Jahr waren 24 Bergleute auf der Zeche Borbachtal beschäftigt, die eine Förderung von 1524 Tonnen Steinkohle erbrachten. Im Jahr 1950 wurden rund 6000 Tonnen Kohle der Sorten Esskohle und Magerkohle gefördert. Die Belegschaftsstärke lag in diesem Jahr bei 35 Beschäftigten. Im Jahre 1955 waren auf diesen drei Anlagen insgesamt 126 Leute beschäftigt, die zusammen 35.636 Tonnen Steinkohle förderten. Im Jahr 1956 wurde die maximale Förderung des Bergwerks erbracht. Es wurden mit 134 Beschäftigten 38.676 Tonnen Magerkohle gefördert. Die letzten Förder- und Belegschaftszahlen des Bergwerks stammen aus dem Jahr 1960, in diesem Jahr wurden mit 134 Beschäftigten 11.178 Tonnen Steinkohle gefördert.

## Heutiger Zustand
Die Gebäude der eigentlichen „Kleinzeche Borbachtal“ an der Straße „Große Borbach“ sind teilweise noch erhalten. Auch im Falk-Stadtatlas Großraum Rhein-Ruhr sind sie als „ehemalige Zeche Borbachtal“ eingetragen.